# Ensamblador molecular

Un ribosoma es una máquina biológica.

Un ensamblador molecular, según lo define K. Eric Drexler, «es un dispositivo propuesto capaz de conducir las reacciones químicas mediante el posicionamiento de moléculas reactivas con precisión atómica». Algunas estructuras biológicas tales como los ribosomas se ajustan a esta definición, dado que, mientras trabajaban en el entorno de una célula reciben instrucciones del ARN mensajero y montan secuencias específicas de aminoácidos para constituir proteínas. Sin embargo, el término «ensamblador molecular» generalmente se refiere a dispositivos teóricos artificiales o sintéticos. El desarrollo de los ensambladores moleculares como los ribosomas fue financiado en 2007 por el Consejo de Investigación británico de Ingeniería y Ciencias Físicas. Es evidente que los ensambladores moleculares son posibles en este sentido específico. Un borrador de un plan tecnológico, dirigido por el Battelle Memorial Institute y alojado en varios laboratorios nacionales de EE. UU. ha explorado una amplia gama de tecnologías atómicas de fabricación de precisión, incluyendo la perspectiva de la primera generación y a más largo plazo  ensambladores moleculares programables. El informe fue publicado en diciembre de 2007.
Sin embargo, el término «ensamblador molecular» también se utiliza en la ficción y la cultura popular para describir una gama de máquinas fantásticas que manipulan átomos, muchas de las cuales pueden ser físicamente imposibles en la realidad. Gran parte de la controversia con respecto a los "ensambladores moleculares" viene de la confusión en el uso del nombre dado por las leyendas populares a los conceptos técnicos. En 1992 Drexler introdujo un término relativo pero más comprensible de «fabricación molecular» (molecular manufacturing) que describió como «síntesis química programada de estructuras complejas a través de las moléculas de reactivos posicionados mecánicamente, no mediante la manipulación de átomos individuales». Estos incluyen máquinas hipotéticas que manipulan átomos individuales y máquinas con la capacidad de autorreplicarse similares a un organismo que tienen la movilidad y la capacidad de consumir alimentos, y así sucesivamente. Son bastante diferentes a dispositivos que se limitan (como se define más arriba) a «guiar la reacción química posicionando la reacción con precisión atómica».
El hecho de por qué los ensambladores moleculares sintéticos nunca se construyeran y el porqué de la confusión sobre el significado del término hubo mucha disputa como si los «ensambladores moleculares» fueran simplemente posibles o fueran ciencia ficción. La confusión y controversia también son el resultado de ser calificados como nanotecnología, que es un área activa de laboratorio de investigación que siempre se ha aplicado para producir productos reales. Sin embargo, hasta hace poco, no hubo ninguna investigación sobre la construcción real de ensambladores moleculares. La crítica principal de la investigación acerca de los productos de cómputo ensambladores moleculares avanzado es que las estructuras son investigadas y como los investigadores no se ponen de acuerdo resulta imposible resumirlo en la actualidad.
A partir de 2007, el Consejo Británico de Investigación en Ingeniería y Ciencias Físicas ha financiado el desarrollo de ensambladores moleculares similares a los ribosomas. Está claro que los ensambladores moleculares son posibles en este sentido limitado. Un proyecto de hoja de ruta tecnológica, dirigido por el Battelle Memorial Institute y auspiciado por varios laboratorios nacionales de Estados Unidos, ha explorado una serie de tecnologías de fabricación de precisión atómica, incluidas las perspectivas de ensamblaje molecular programable tanto de primera generación como a largo plazo; el informe se publicó en diciembre de 2007. En 2008, el Consejo de Investigación de Ingeniería y Ciencias Físicas aportó una financiación de 1,5 millones de libras a lo largo de seis años para la investigación de la mecanosíntesis mecanizada, en colaboración con el Instituto de Fabricación Molecular, entre otros.
Asimismo, el término "ensamblador molecular" se ha utilizado en la ciencia ficción y la cultura popular para referirse a una amplia gama de fantásticas nanomáquinas que manipulan átomos, muchas de las cuales pueden ser físicamente imposibles en la realidad. Gran parte de la controversia sobre los "ensambladores moleculares" se debe a la confusión en el uso del nombre tanto para conceptos técnicos como para fantasías populares. En 1992, Drexler introdujo el término "fabricación molecular", relacionado pero mejor entendido, que definió como la "síntesis química programada de estructuras complejas mediante el posicionamiento mecánico de moléculas reactivas, no mediante la manipulación de átomos individuales".
En este artículo se habla sobre todo de "ensambladores moleculares" en el sentido popular. Se trata de máquinas hipotéticas que manipulan átomos individuales y de máquinas con capacidades de autorreplicación, movilidad, capacidad de consumir alimentos, etc., similares a las de los organismos. Son bastante diferentes de los dispositivos que simplemente (como se ha definido anteriormente) "guían las reacciones químicas colocando moléculas reactivas con precisión atómica".
Debido a que nunca se han construido ensambladores moleculares sintéticos y a la confusión sobre el significado del término, ha habido mucha controversia sobre si los "ensambladores moleculares" son posibles o simplemente ciencia ficción. La confusión y la controversia también se derivan de su clasificación como nanotecnología, que es un área activa de investigación de laboratorio que ya se ha aplicado a la producción de productos reales; sin embargo, hasta hace poco, no había habido esfuerzos de investigación en la construcción real de "ensambladores moleculares".
No obstante, un trabajo de 2013 del grupo de David Leigh, publicado en la revista Science, detalla un nuevo método para sintetizar un péptido de forma específica para la secuencia mediante el uso de una máquina molecular artificial que se guía por una cadena molecular. Esta máquina funciona del mismo modo que un ribosoma que construye proteínas ensamblando aminoácidos según un plano de ARN mensajero. La estructura de la máquina se basa en un rotaxano, que es un anillo molecular que se desliza por un eje molecular. El anillo lleva un grupo tiolato que retira aminoácidos en secuencia del eje, transfiriéndolos a un sitio de ensamblaje de péptidos. En 2018, el mismo grupo publicó una versión más avanzada de este concepto en la que el anillo molecular se desplaza a lo largo de una pista polimérica para ensamblar un oligopéptido que puede plegarse en una α-hélice que puede realizar la epoxidación enantioselectiva de un derivado de la calcona (de una manera que recuerda al ribosoma ensamblando una enzima). En otro artículo publicado en Science en marzo de 2015, químicos de la Universidad de Illinois informan de una plataforma que automatiza la síntesis de 14 clases de moléculas pequeñas, con miles de bloques de construcción compatibles.
En 2017, el grupo de David Leigh informó de un robot molecular que podía programarse para construir cualquiera de los cuatro estereoisómeros diferentes de un producto molecular mediante el uso de un brazo robótico nanomecánico para mover un sustrato molecular entre diferentes sitios reactivos de una máquina molecular artificial. Un artículo adjunto de News and Views, titulado "Un ensamblador molecular", describía el funcionamiento del robot molecular como un ensamblador molecular prototípico.

## Nanofábrica
Un sistema que se propone es la nanofábrica en la cual las nanomáquinas, que se asemejan a ensambladores moleculares o a brazos robóticos industriales, combinan moléculas por medio de reactivos mecanosintéticos para construir piezas más grandes atómicamente precisas. Estas, a su vez, son reunidas por mecanismos de «posicionamiento de productos», clasificados por tamaño, para construir productos macroscópicos (visibles), pero aún atómicamente precisos. 
Una típica nanofábrica cabría en un box desktop, de acuerdo con la perspectiva de la Kim Eric Drexler, publicado en Nanosystems: Molecular Machinery, Manufacturing and Computation.Durante la década de los 90, otros han ampliado el concepto de nanofábrica, incluyendo un análisis del ensamblaje convergente de nanofábricas por Ralph Merkle, un diseño de sistemas de una arquitectura de nanofábrica replicante por J. Storrs Hall, el "ensamblador universal" de Forrest Bishop, el proceso de ensamblaje exponencial patentado por Zyvex, y un diseño de sistemas de alto nivel para una "nanofábrica primitiva" por Chris Phoenix (Director de Investigación del Centro de Nanotecnología Responsable). Todos estos diseños de nanofábricas (y otros más) se resumen en el capítulo 4 de Kinematic Self-Replicating Machines (2004), de Robert Freitas y Ralph Merkle. La Nanofactory Collaboration, fundada por Freitas y Merkle en el año 2000, es un esfuerzo continuo y centrado en el que participan 23 investigadores de 10 organizaciones y 4 países que están desarrollando una agenda de investigación práctica dirigida específicamente a la mecanosíntesis del diamante controlada posicionalmente y al desarrollo de nanofactorías diamantinas.
En 2005, John Burch, en colaboración con Drexler, produjo un cortometraje animado por ordenador sobre el concepto de nanofábrica. Estas visiones han sido objeto de mucho debate, en varios niveles intelectuales. Nadie ha descubierto un problema insuperable con las teorías subyacentes y nadie ha demostrado que las teorías puedan llevarse a la práctica. Sin embargo, el debate continúa, y parte de él se resume en el artículo sobre nanotecnología molecular.
Si se pudieran construir nanofábricas, uno de los muchos impactos negativos posibles sería la grave perturbación de la economía mundial, aunque se podría argumentar que esta perturbación tendría poco efecto negativo si todo el mundo tuviera esas nanofábricas. También se podrían prever grandes beneficios. Varias obras de ciencia ficción han explorado estos y otros conceptos similares. El potencial de estos dispositivos fue parte del mandato de un importante estudio del Reino Unido dirigido por la profesora de ingeniería mecánica Dame Ann Dowling.

## Autorreplicación
Los "ensambladores moleculares" se han confundido con las máquinas autorreplicantes. Para producir una cantidad práctica de un producto deseado, el tamaño a nanoescala de un típico ensamblador molecular universal de ciencia ficción requiere un número extremadamente grande de tales dispositivos. Sin embargo, un solo ensamblador molecular teórico de este tipo podría estar programado para autorreplicarse, construyendo muchas copias de sí mismo. Esto permitiría una tasa de producción exponencial. Una vez que se dispusiera de una cantidad suficiente de ensambladores moleculares, se reprogramarían para producir el producto deseado. Sin embargo, si la autorreplicación de los ensambladores moleculares no se limitara, podría dar lugar a una competencia con los organismos naturales. Esto se ha denominado ecofagia o el problema de la sustancia gris.
Un método para construir ensambladores moleculares es imitar los procesos evolutivos empleados por los sistemas biológicos. La evolución biológica se produce por variación aleatoria combinada con la eliminación de las variantes menos exitosas y la reproducción de las más exitosas. La producción de ensambladores moleculares complejos podría evolucionar a partir de sistemas más simples, ya que "un sistema complejo que funciona se encuentra invariablemente que ha evolucionado a partir de un sistema simple que funcionaba. . . . Un sistema complejo diseñado desde cero nunca funciona y no se puede parchear para hacerlo funcionar. Hay que volver a empezar, partiendo de un sistema que funcione". Sin embargo, la mayoría de las directrices de seguridad publicadas incluyen "recomendaciones contra el desarrollo de ... diseños de replicadores que permitan sobrevivir a la mutación o a la evolución".
La mayoría de los diseños de ensambladores mantienen el "código fuente" fuera del ensamblador físico. En cada paso de un proceso de fabricación, ese paso se lee de un archivo informático ordinario y se "transmite" a todos los ensambladores. Si algún ensamblador sale del alcance de ese ordenador, o cuando el enlace entre ese ordenador y los ensambladores se rompe, o cuando ese ordenador se desconecta, los ensambladores dejan de replicar. Esta "arquitectura de transmisión" es una de las características de seguridad recomendadas por las "Foresight Guidelines on Molecular Nanotechnology", y un mapa del espacio de diseño de replicadores de 137 dimensiones publicado recientemente por Freitas y Merkle ofrece numerosos métodos prácticos por los que los replicadores pueden ser controlados de forma segura mediante un buen diseño.

## Debate entre Drexler y Smalley
Artículo principal: Debate Drexler-Smalley sobre la nanotecnología molecular
Uno de los críticos más acérrimos de algunos conceptos de "ensambladores moleculares" fue el profesor Richard Smalley (1943-2005), que ganó el premio Nobel por sus contribuciones al campo de la nanotecnología. Smalley creía que esos ensambladores no eran físicamente posibles y presentó objeciones científicas al respecto. Sus dos principales objeciones técnicas se denominaron "problema de los dedos gordos" y "problema de los dedos pegajosos". En su opinión, estos problemas excluirían la posibilidad de crear "ensambladores moleculares" que funcionaran mediante la selección y colocación precisa de átomos individuales. Drexler y sus colaboradores respondieron a estos dos problemas en una publicación de 2001.
Smalley también creía que las especulaciones de Drexler sobre los peligros apocalípticos de las máquinas autorreplicantes que se han equiparado a los "ensambladores moleculares" amenazarían el apoyo público al desarrollo de la nanotecnología. Para abordar el debate entre Drexler y Smalley sobre los ensambladores moleculares, Chemical & Engineering News publicó un punto-contrapunto consistente en un intercambio de cartas que abordaban las cuestiones.

## Regulación
La especulación sobre el poder de los sistemas que se han denominado "ensambladores moleculares" ha suscitado un debate político más amplio sobre las implicaciones de la nanotecnología. Esto se debe en parte a que la nanotecnología es un término muy amplio y podría incluir a los "ensambladores moleculares". El debate sobre las posibles implicaciones de los fantásticos ensambladores moleculares ha dado lugar a peticiones de regulación de la nanotecnología actual y futura. Existe una preocupación muy real por el posible impacto sanitario y ecológico de la nanotecnología que se está integrando en los productos manufacturados. Greenpeace, por ejemplo, encargó un informe sobre nanotecnología en el que expresa su preocupación por la toxicidad de los nanomateriales que se han introducido en el medio ambiente. Sin embargo, sólo hace referencias de pasada a la tecnología de "ensamblaje". La Royal Society y la Royal Academy of Engineering del Reino Unido también encargaron un informe titulado "Nanociencia y nanotecnologías: oportunidades e incertidumbres" sobre las implicaciones sociales y ecológicas más amplias de la nanotecnología. Este informe no aborda la amenaza que suponen los llamados "ensambladores moleculares".

## Revisión científica formal
En 2006, la Academia Nacional de Ciencias de Estados Unidos publicó el informe de un estudio sobre la fabricación molecular como parte de un informe más extenso, A Matter of Size: Triennial Review of the National Nanotechnology Initiative El comité del estudio revisó el contenido técnico de Nanosystems, y en su conclusión afirma que ningún análisis teórico actual puede considerarse definitivo en relación con varias cuestiones de rendimiento potencial del sistema, y que no se pueden predecir con confianza las vías óptimas para la implantación de sistemas de alto rendimiento. Recomienda la investigación experimental para avanzar en el conocimiento de este ámbito:
"Aunque hoy en día se pueden hacer cálculos teóricos, no se puede predecir de forma fiable la gama de ciclos de reacción química, las tasas de error, la velocidad de funcionamiento y la eficiencia termodinámica de estos sistemas de fabricación ascendente. Por lo tanto, la perfección y la complejidad eventualmente alcanzables de los productos fabricados, aunque pueden calcularse en teoría, no pueden predecirse con confianza. Por último, no es posible predecir con seguridad las vías de investigación óptimas que podrían conducir a sistemas que superen ampliamente las eficiencias termodinámicas y otras capacidades de los sistemas biológicos. La financiación de la investigación que se basa en la capacidad de los investigadores para producir demostraciones experimentales que se vinculen a modelos abstractos y guíen la visión a largo plazo es la más adecuada para lograr este objetivo."

## Plaga gris
Un escenario potencial que se ha imaginado es el de ensambladores moleculares autorreplicantes fuera de control en forma de plaga gris que consume carbono para continuar su replicación. Si no se controla, esta replicación mecánica podría consumir ecorregiones enteras o toda la Tierra (ecofagia), o simplemente podría competir con las formas de vida naturales por los recursos necesarios, como el carbono, el ATP o la luz ultravioleta (con la que funcionan algunos ejemplos de nanomotores). Sin embargo, las hipótesis de la ecofagia y la "plaga gris", al igual que los ensambladores moleculares sintéticos, se basan en tecnologías todavía hipotéticas que no han sido demostradas experimentalmente.